# Kas (mynt)

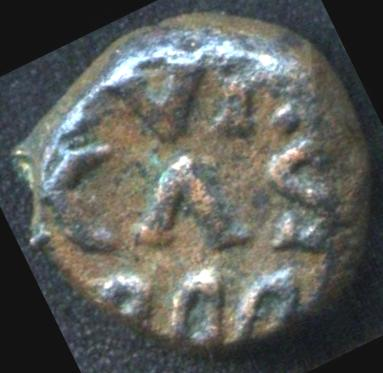
Ett 4 kas-mynt präglat år 1800, under Kristian VII.

Kas var ett myntslag präglat i den danska kolonin Tranquebar i Indien. Kas präglades från 1620 fram till 1845.

## Beskrivning och historik
Myntet var fram till 1667 präglat endast i bly, efter 1691 endast i koppar. Eventuellt var mynten de första åren mer att betrakta som polletter[källa behövs] än som en riktig valuta.
Valutan ersattes av indisk rupie när den danska kolonin såldes 1845 till Storbritannien. 640 eller 704 kas motsvarade 1 rupie.

### Dansk rupie
Under åren 1753–76 präglades även danska rupier, sannolikt endast som växlingsmynt i Bengalen.